# Мула, Инва
И́нва Му́ла (алб. Inva Mula; род. 27 июня 1963, Тирана, Албания) — албанская оперная певица (лирическое сопрано). Принимала участие в постановках опер «Лючия ди Ламмермур», «Богема», «Манон» и др. Известна своим участием в индустрии кино, в качестве голоса Дивы Плавалагуны в фильме «Пятый элемент».

## Биография
И́нва Му́ла родилась 27 июня 1963 года в столице Албании — городе Тиране. Происходя из семьи артистов, она начала свою оперную карьеру в раннем возрасте. Её отец, Авни Мула — известный албанский певец и композитор, родившийся в Джаковице, городе в Косове. Её первое имя, Инва, происходит от прочтения в обратном порядке имени отца. Мать Инвы, Нина Александровна Одиянкова-Мула (русская родом из Ижевска), тоже была музыкантом. Она много лет пела в тиранской опере и преподавала вокал в консерватории в Тиране. Родители Инвы познакомились в СССР, когда учились в Московской консерватории. После её окончания, в конце 1950-х, они переехали в Албанию.
С детства Инва предполагала, что построит карьеру в оперной музыке. Она обучалась вокалу и игре на фортепиано сначала в музыкальной школе, а затем - в консерватории под руководством своей мамы. В 1985 году Инва закончила консерваторию и поступила на работу в Национальный театр оперы и балета Албании.

### Карьера
С самого начала карьеры Мула принимала участие во многих оперных конкурсах и фестивалях. В 1987 году она победила на конкурсе «Певец Албании» (алб. Cantante d’Albania) в Тиране, а в 1988 году — на Международном конкурсе имени Джордже Энеску в Бухаресте. В 1990 году Мула исполнила роль Лейлы в опере Жоржа Бизе «Искатели жемчуга», которая принесла ей первый успех в своей родной Албании. Вскоре после этого певица уехала в Париж и устроилась работать певицей в хоре Парижской национальной оперы. В 1992 году она победила на конкурсе Butterfly («Бабочка») в Барселоне. В 1993 году она получила премию на первом международном оперном конкурсе имени Пласидо Доминго «Опералия» в Париже. В связи с этим событием в том же году был выпущен первый диск певицы.
С этого момента начался творческий тандем Инвы Мулы и Пласидо Доминго. Позже певица участвовала в разнообразных концертах с этим известным тенором в Opéra Bastille в Париже, в Europalia Mexico в Брюсселе, а также в Мюнхене и в Осло. В 1996 году она участвовала в предназначавшейся для телевидения постановке оперы Луиджи Керубини «Медея». Съёмка проходила в городе Компьене на севере Франции. Затем Мула вернулась в оперу Жоржа Бизе «Пертская красавица», где исполняла заглавную партию. Постановка оперы с участием Инвы также была снята для телевидения, а в Японии в 1998 году была выпущена DVD-версия.
В 1997 году Инва получила мировую известность благодаря участию в съёмках фильма Люка Бессона «Пятый элемент», где она озвучила роль певицы Дивы Плавалагуны и исполнила арию из оперы «Лючия ди Ламмермур». После этого она записала оперу Пуччини «Ласточка» с Анжелой Георгиу для EMI. Позже Инва заменила Анжелу в этом спектакле, исполнив главную роль Магды. В 2005 году она исполнила эту роль на главных постановках спектакля в Тулузе и Париже.
С оперными постановками Инва посетила множество европейских городов. Она участвовала в концертном исполнении оперы Бизе «Иван Грозный», в которой дебютировала в зале Плейель в Париже; на диске была выпущена концертная запись. В 2001 году в Италии она участвовала в операх Верди «Фальстаф» в Ла Скала и «Риголетто» в Арена ди Верона, обе были записаны для ТВ, а затем изданы на DVD.
Мула постоянно выступает в Ла Скала, где она пела, в частности, в таких постановках, как «Лючия ди Ламмермур», «Богема», «Манон» и др. Наиболее известной её партией является Виолетта в опере «Травиата» Джузеппе Верди. Её она исполняла во время гастролей по всему миру, в таких городах как Токио, Бильбао, Триест и Торонто. В 2007 году она исполнила роль Адины в опере «Любовный напиток» в Тулузе. В 2008 году Инва выступила в качестве почётного гостя оперного фестиваля «Chorégies d’Orange» в Оранже, исполнив роль Маргариты в опере «Фауст», а спустя два года выступила там же в роли Дездемоны в опере «Отелло».
В настоящее время певица продолжает активную деятельность во многих оперных постановках во Франции, Италии и Югославских странах. Она постоянно выступает во французских театрах в Тулузе, Марселе, Лионе и, конечно, в Париже. В 2009 году Инва Мула открыла сезон Парижской оперы в «Опере Бастилии», исполнив заглавную роль в редко исполняемой опере Шарля Гуно «Мирейль». Также Инва гастролирует по Европе с концертами классической музыки. Во время последнего тура певица впервые посетила Россию. 12 декабря 2013 года она дала сольный концерт на сцене Светлановского зала Дома музыки в Москве.

### Участие в индустрии кино
Мула знакома киноманам по голосу Дивы Плавалагуны в фильме «Пятый элемент». В этом фильме она исполняет арию «Oh, giusto cielo!.. Il dolce suono» («О, праведное небо!.. Сладкий звук») из оперы Гаэтано Доницетти «Лючия ди Ламмермур» и вокализ «The Diva Dance» («Танец Дивы»). Компьютерная обработка, выполненная Эриком Серра и звукорежиссёром Марком Манджини, придала голосу исполнительницы колоратуру и диапазон, невозможные для человеческих голосовых связок.
Режиссёр Люк Бессон восхищался Марией Каллас, но её запись «Лючии» 1950 года не была достаточно «чистой» для использования в фильме, поэтому агент Каллас Мишель Глотц, создавший эту запись, представил её Муле. Тогда она как раз только записала оперу Джакомо Пуччини «Ласточка» для EMI Classics. Инва согласилась на участие в проекте и за несколько дней записала все нужные отрывки партии, которые впоследствии и стали знаменитым выступлением Дивы.

### Личная жизнь
Состояла в браке с известным албанским певцом и композитором Пирро Чако (Pirro Çako, тж. Pirro Tchako). До середины 90-х она использовала его фамилию, но затем начала использовать своё имя Инва Мула. До 1997 года носила двойную фамилию Мула-Чако.

## Дискография
За свою многолетнюю карьеру Мула выпустила несколько студийных музыкальных альбомов, телевизионных и видео-записей своих выступлений, вышедших на DVD, в том числе оперы «Богема», «Фальстаф» и «Риголетто». Запись оперы «Ласточка» с дирижёром Антонио Паппано и Лондонским симфоническим оркестром в 1997 году получила премию Граммофон как «Лучшая запись года». Также Инва неоднократно принимала участие в записи коллективных альбомов классической музыки.

### Студийные альбомы
- 1997 — «Il Dolce Suono»
- 2003 — «Ravel: Songs for Voice & Piano»
- 2009 — «Il Bel Sogno: Opera Arias»